# Новодубровка (Вологодская область)
Новодубровка — деревня в Череповецком районе Вологодской области.
Входит в состав Воскресенского сельского поселения (с 1 января 2006 года по 8 апреля 2009 года входила в Дмитриевское сельское поселение), с точки зрения административно-территориального деления — в Дмитриевский сельсовет.
Расстояние до районного центра Череповца по автодороге — 88 км, до центра муниципального образования Воскресенского по прямой — 30 км. Ближайшие населённые пункты — Воротыня, Прислон, Холмы.
Деревня зарегистрирована 9 февраля 1999 года. Первоначально указана в законе как Ново-Дубровка, затем название исправлено на Новодубровка.
По переписи 2002 года население — 4 человека.